# Tetsuya Yoroizaka
Tetsuya Yoroizaka (jap. 鎧坂 哲哉, Yoroizaka Tetsuya; * 20. März 1990 in Hiroshima) ist ein japanischer Langstreckenläufer.

## Sportliche Laufbahn
Erste internationale Erfahrungen sammelte Tetsuya Yoroizaka bei den Crosslauf-Weltmeisterschaften 2010 in Bydgoszcz, bei denen er in 35:48 min auf den 73. Platz gelangte. Im Jahr darauf erreichte er bei den Crosslauf-Weltmeisterschaften 2011 in Punta Umbría nach 37:40 min Rang 84. Anschließend wurde er bei den Asienmeisterschaften in Kōbe in 13:54,35 min Fünfter im 5000-Meter-Lauf, wie auch bei der Sommer-Universiade in Shenzhen im August über 10.000 Meter. 2014 gewann er bei den Hallenasienmeisterschaften in Hangzhou in 8:11,73 min die Bronzemedaille im 3000-Meter-Lauf hinter den beiden Katari Mohamad al-Garni und Abubaker Ali Kamal. Im Jahr darauf qualifizierte er sich im 10.000-Meter-Lauf für die Weltmeisterschaften in Peking, bei denen er in 28:25,77 min den 18. Platz belegte. 2019 klassierte er sich bei den Asienmeisterschaften in Doha in 28:44,86 min auf dem vierten Rang. Da aber ein vor ihm platzierter Athlet nachträglich wegen eines Dopingverstoßes disqualifiziert worden ist, rückte Yoroizaka auf den Bronzerang vor.
2015 wurde Yoroizaka japanischer Meister im 10.000-Meter-Lauf.

## Persönliche Bestleistungen
- 3000 Meter: 7:52,70 min, 9. Juli 2017 in Kitami
  - 3000 Meter (Halle): 8:11,73 min, 16. Februar 2014 in Hangzhou
- 5000 Meter: 13:12,63 min, 18. Juli 2015 in Heusden-Zolder
- 10.000 Meter: 27:29,74 min, 28. November 2015 in Hachiōji